# Toyama
Toyama (japanisch 富山市, -shi) ist eine Großstadt und der Verwaltungssitz der Präfektur Toyama in Japan. Sie liegt auf Honshū, der Hauptinsel von Japan, an der Küste des Japanischen Meeres an der Toyama-Bucht. Toyama ist seit 1949 Universitätsstadt.
Toyama ist eine alte Burgstadt, in der ab dem 17. Jahrhundert ein Zweig des Maeda-Klans mit einem Einkommen von 100.000 Koku residierte. Kurz vor Ende des Zweiten Weltkrieges wurde die Stadt bei einem Luftangriff am 2. August 1945 fast völlig zerstört.
Neben dem Maschinenbau (Nachi-Fujikoshi Corp.) haben die pharmazeutische Industrie und eine Erdölraffinerie wirtschaftliche Bedeutung. In einem Bergwerk in der Nähe der Stadt findet das Kamiokande-Experiment statt, bei dem die Lebensdauer des Protons bestimmt werden soll.
Die Gewässer vor der Toyama-Bucht sind die Heimat des Leuchtkalmars.

## 2. Weltkrieg
Durch die amerikanischen Luftangriffe wurde die aus Holzhäusern bestehende Stadt nahezu gänzlich zerstört (99,5 % der Gebäude). 2600 Menschen kamen ums Leben, 165000 Menschen - praktisch die gesamte Bevölkerung der Stadt - wurde obdachlos. Die Rüstungsbetriebe außerhalb der Stadt blieben unbeschädigt.

## Stadtentwicklung
Nach dem Zweiten Weltkrieg entstand beim Wiederaufbau der Stadt ein wuchernder Häuserteppich, mit dem Auto als wichtigstes Verkehrsmittel.
Mit dem neuen Bürgermeister Masashi Mori im Jahr 2002 veränderte sich die Stadt. Dem Bevölkerungsschwund und der Überalterung der japanischen Gesellschaft sollte Rechnung getragen werden. Das Ziel war, durch einen verbesserten öffentlichen Nahverkehr eine dichtere Stadt zu schaffen, in der die Bewohner und vor allem auch die Älteren nicht auf das Auto angewiesen sind. Die Stadt investierte nicht nur in den Straßenbau, sondern auch in den Ausbau der alten Trambahn.

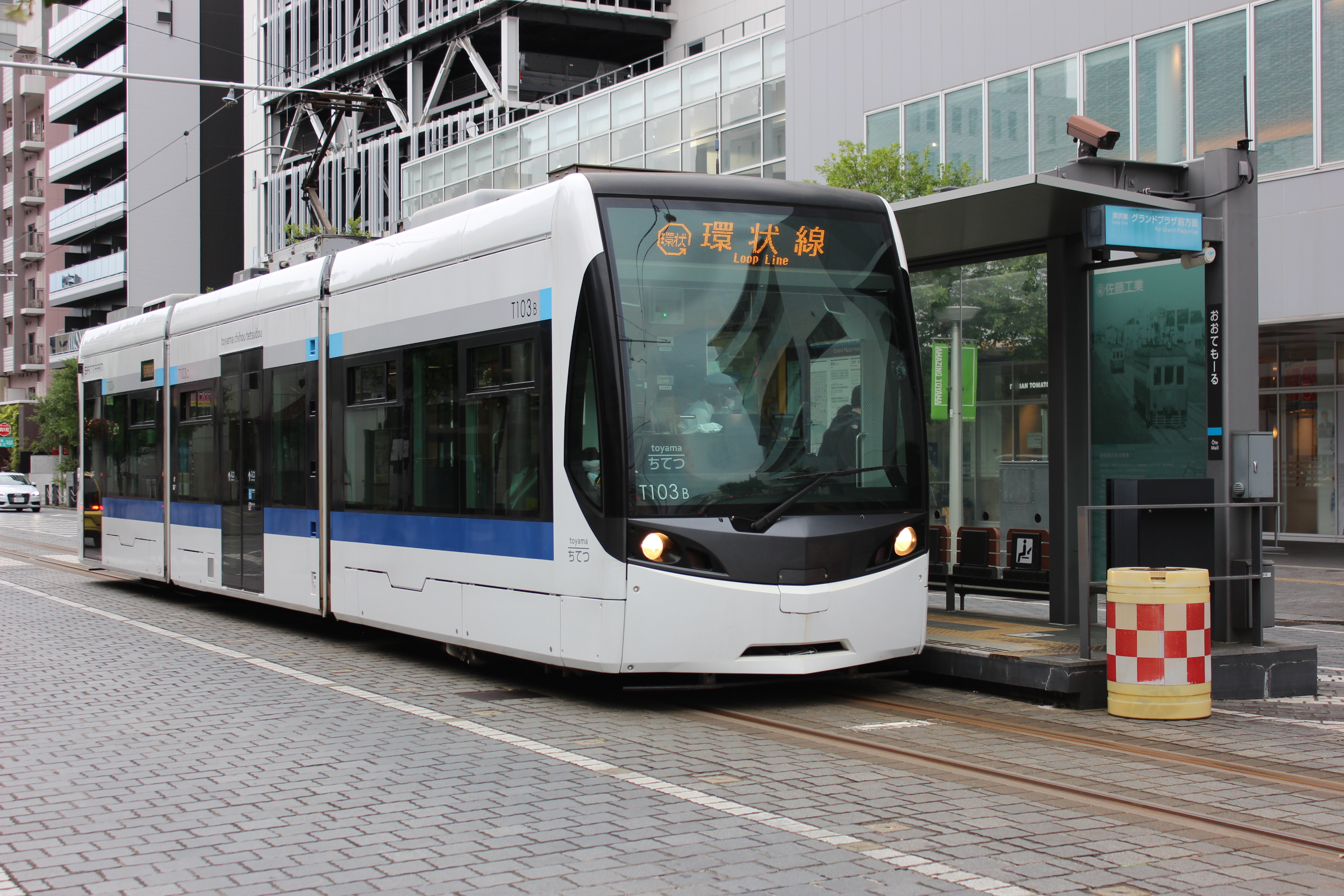
Stadtbahn der Serie T100 am Einkaufszentrum Ote Mall, 2020

Im Unterschied zu den Schienennetzen der japanischen Städte, die überwiegend in privater Hand sind, war die Stadtbahn samt Schienen und Haltestellen in öffentlicher Hand. Wer in die Nähe der Trambahnstationen zog, erhielt von der Stadt Mietzuschüsse oder Finanzhilfen beim Hausbau. Damit verdichtete sich die Stadt, die Innenstadt belebte sich, Geschäfte und Hotels kamen hinzu. Die anderswo stattfindende Verarmung der Innenstädte und eine Zersiedelung der Stadt nach außen konnte in Toyama verhindert werden.
Für die moderne Stadtplanung und die resultierende positive Stadtentwicklung in der Amtszeit des Bürgermeisters Masashi Mori von 2002 bis 2021 erhielt die Stadt gleich mehrere Ehrungen.
2012 lobte die Organisation für wirtschaftliche Zusammenarbeit und Entwicklung (OECD) Toyama für die fortgeschrittene Compact-City-Entwicklung. 2014 zählte die amerikanische Rockefeller-Stiftung Toyama als erste japanische Stadt zu den 100 widerstandsfähigen Städten. 2016 gehörte Toyama zu den ersten Mitgliedern des Städtepartnerschaft-Programms der Entwicklungs-Investor Weltbank.
Die Entwicklung zur kompakten Stadt, die Revitalisierung innerstädtischer Bereiche, haben sich auch weitere japanische Städte zum Ziel gesetzt: Sapporo, Wakkanai, Aomori, Sendai, Utsunomiya, Toyohashi, Kobe, Kitakyushu und Matsuyama.

## Bevölkerungszahlen der Stadt Toyama
| Jahr | Anzahl  |
| ---- | ------- |
| 1970 | 350.085 |
| 1975 | 372.835 |
| 1980 | 391.554 |
| 1985 | 401.070 |
| 1990 | 408.942 |
| 1995 | 417.595 |
| 2000 | 420.804 |
| 2005 | 421.239 |
| 2010 | 421.953 |
| 2015 | 418.686 |
| 2020 | 413.938 |

## Angrenzende Städte und Gemeinden
- Imizu
- Namerikawa
- Tonami
- Nanto
- Hida
- Takayama

## Sehenswürdigkeiten

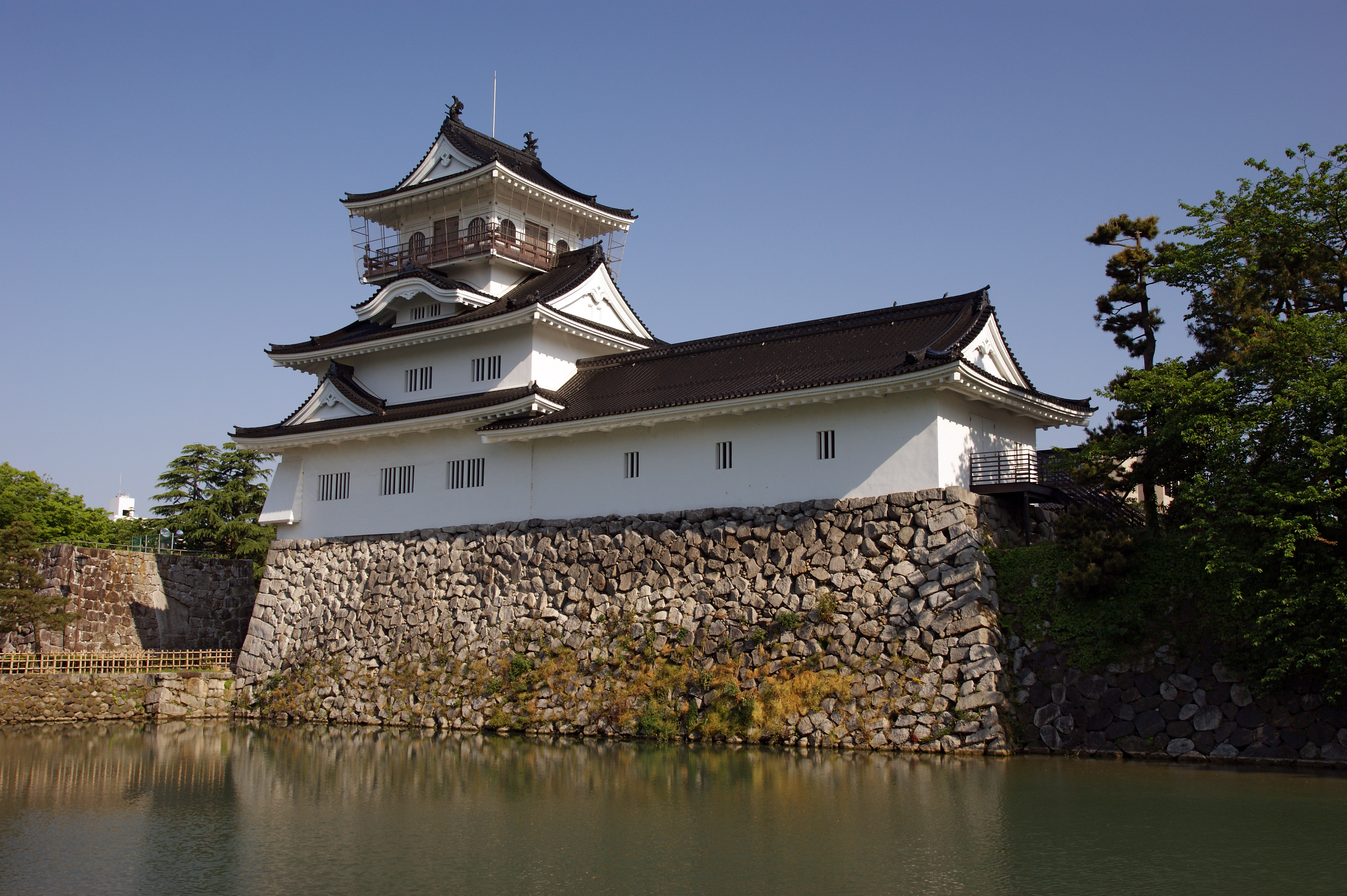
Burg Toyama

- Der 1954 wieder aufgebaute Turm der Burg Toyama (富山城), die 1863 durch Brand zerstört wurde. Heute wird der Burgturm als Museum genutzt.

## Verkehr
Luftverkehr:
- Flughafen Toyama

Zug:
- JR Hokuriku-Hauptlinie
- JR Takayama-Hauptlinie

Nahverkehr:
- Straßenbahn Toyama

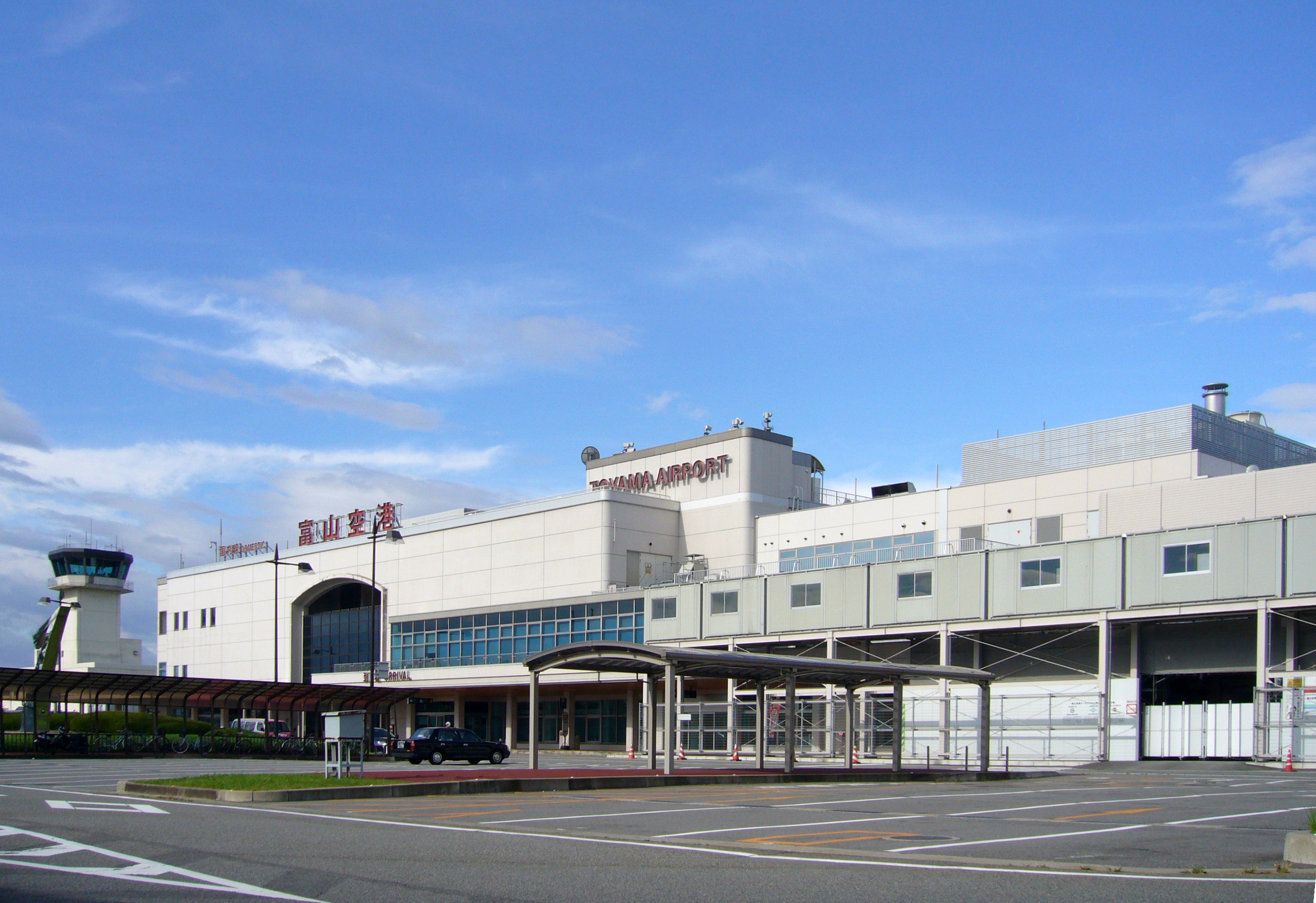
Toyama-Flughafen

- Stadtbahn Toyama/Toyama Light Rail

Straße:
- Hokuriku-Autobahn
- Nationalstraße 8
- Nationalstraße 41
- Nationalstraßen 359, 360, 415, 471, 472

## Sport
- Kataller Toyama (Fußballverein)

## Städtepartnerschaften

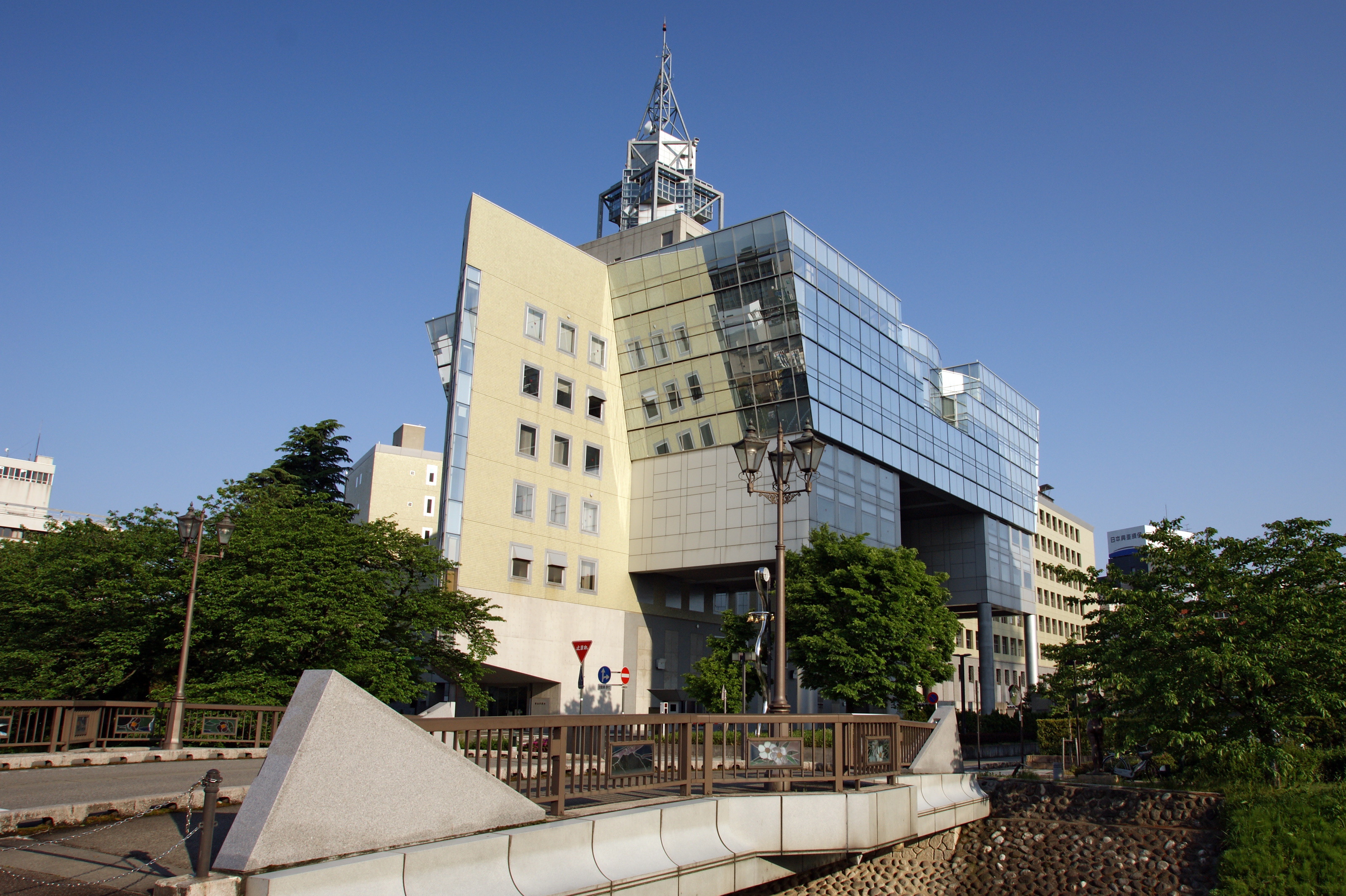
Rathaus

- Durham (North Carolina), Vereinigte Staaten, seit 1989
- Qinhuangdao, Volksrepublik China, seit 1981

## Persönlichkeiten
- Yōko Nogiwa (1936–2017), Schauspielerin
- Jin’en Nagase (* 1943), Politiker
- Seiji Mataichi (1944–2023), Politiker
- Yoshihisa Inoue (* 1947), Präfekturgouverneur
- Jun Fubuki (* 1952), Schauspielerin, Seiyū und Sängerin
- Kōichi Tanaka (* 1959), Nobelpreisträger für Chemie des Jahres 2002
- Makoto Tateno, Manga-Zeichnerin
- Kōdai Fujii (* 1991), Fußballspieler
- Hiroki Nakada (* 1992), Fußballspieler
- Shunsuke Tachino (* 1993), Fußballspieler
- Jō Inoue (* 1994), Fußballspieler
- Shō Ōtsuka (* 1995), Fußballspieler
- Junki Mawatari (* 1996), Fußballspieler
- Rui Hachimura (* 1998), Basketballspieler
- Ryō Hirose (* 2000), Skilangläufer
- Atsushi Nabeta (* 2000), Fußballspieler
- Funa Nakayama (* 2005), Skateboarderin